# Australazië op de Olympische Zomerspelen 1908
Australazië was de naam van het gecombineerde team uit Australië en Nieuw-Zeeland dat deelnam aan de Olympische Zomerspelen 1908 in Londen, Engeland. Ook in 1912 deden ze nog eenmaal met een gezamenlijk team mee.
Het was de vierde deelname voor Australische sporters en de eerste deelname van Nieuw-Zeelandse sporters. De Nieuw-Zeelandse inbreng was beperkt tot drie sporters; Harry Kerr, Henry St Aubyn Murray en Arthur Rowland die aan de atletiek onderdelen deelnamen. Een vierde Nieuw-Zeelander, de hordeloper Arthur Halligan, kwam uit voor Groot-Brittannië.

## Medailles
| Sport    | Olympiër          | Discipline                   | Medaille |
| -------- | ----------------- | ---------------------------- | -------- |
| Rugby    | Olympisch team    | mannen                       | Goud     |
| Boksen   | Reginald Baker    | middengewicht (tot 71,67 kg) | Zilver   |
| Zwemmen  | Frank Beaurepaire | 400m vrije slag              | Zilver   |
| Atletiek | Harry Kerr        | 3500m snelwandelen           | Brons    |
| Zwemmen  | Frank Beaurepaire | 1500m vrije slag             | Brons    |

## Deelnemers en resultaten

### Atletiek
Namens Australazië behaalde Harry Kerr de bronzen medaille op de 3500 meter snelwandelen.
| Olympiër              | Discipline                 | Resultaat    | Prestatie                                       |
| --------------------- | -------------------------- | ------------ | ----------------------------------------------- |
| Harvey Sutton         | 800m (m)                   | halve finale | halve finale 8: 3de in 2.00,0                   |
| Joseph Lynch          | 1500m (m)                  | halve finale | halve finale 2: 5de                             |
| Charles Swain         | 1500m (m)                  | DNF          | halve finale 3: niet gefinisht                  |
| Joseph Lynch          | 5 mijl (m)                 | DNF          | serie 5: niet gefinisht                         |
| George Blake          | 5 mijl (m)                 | series       | serie 1: 3de                                    |
| Henry St Aubyn Murray | 110m horden (m)            | series       | serie 1: 2de in 16,3                            |
| Henry St Aubyn Murray | 400m horden (m)            | series       | serie 3: 2de in 59,8                            |
| Victor Aitken         | marathon (m)               | DNF          | niet gefinisht                                  |
| George Blake          | marathon (m)               | DNF          | niet gefinisht                                  |
| Joseph Lynch          | marathon (m)               | DNF          | niet gefinisht                                  |
| Harry Kerr            | 3500m snelwandelen (m)     | Brons        | serie 1: 2de in 16.02,2 finale: 3de in 16.08,6  |
| Arthur Rowland        | 3500m snelwandelen (m)     | 5e           | serie 3: 3de in 16.08,60 finale: 5de in 16.07,0 |
| Harry Kerr            | 10 mijl snelwandelen (m)   | DNF          | serie 2: 3de in 1:18.40,2 finale: niet gestart  |
| Arthur Rowland        | 10 mijl snelwandelen (m)   | series       | serie 1: 5de in 1:21.57,6                       |
| Ernest Hutcheon       | hoogspringen uit stand (m) | 19-23e       | onbekend                                        |

### Boksen
Namens Australazië deed alleen Reginald Baker mee. Hij won zilver en was de enige niet-Britse bokser die een wedstrijd wist te winnen. Baker nam tevens deel bij het schoonspringen en aan de 4x 200 meter vrije slag bij het zwemmen.
| Olympiër       | Discipline   | Resultaat | Prestatie |
| -------------- | ------------ | --------- | --- |
| Reginald Baker | -71,67kg (m) | Zilver    | 1ste ronde: W van GBR Dees: knock-out kwartfinale: W van GBR Childs: 2-0 halve finale: W van GBR Philo: knock-out finale: V van GBR Douglas: 0-2 |

### Rugby
Australazië won de enige rugbywedstrijd van het toernooi en wonnen hiermee de gouden medaille. Namens Australazië deed het nationale team van Australië mee.
| Olympiër | Discipline | Resultaat | Prestatie                            |
| --- | ---------- | --------- | ------------------------------------ |
| John Barnett Bede Smith Phillip Carmichael Daniel Carroll Bob Craig Thomas Griffen John Hickey Malcom McArthur Arthur McCabe Patrick McCue Christopher McKivatt Charles McMurtrie Sydney Middleton Tom Richards Charles Russell | mannen     | Goud      | finale: W van Groot-Brittannië: 32-3 |

### Schietsport
| Olympiër     | Discipline               | Resultaat | Prestatie             |
| ------------ | ------------------------ | --------- | --------------------- |
| William Hill | 50&100 yards geweer (m)  | 16e       | 354 punten: (183-171) |
| William Hill | 25y bewegend doel (m)    | DNF       | niet gefinisht        |
| William Hill | 25y verdwijnend doel (m) | 18e       | 36 punten             |

### Schoonspringen
Namens Australazië deed alleen Reginald Baker mee, hij werd 22e van de 23 deelnemers. Baker nam tevens deel bij het boksen, waar hij zilver behaalde, en aan de 4x 200 meter vrije slag bij het zwemmen.
| Olympiër       | Discipline   | Resultaat | Prestatie                     |
| -------------- | ------------ | --------- | ----------------------------- |
| Reginald Baker | 3m plank (m) | 22e       | groep 4: 6de met 61,30 punten |

### Zwemmen
| Olympiër                                                                   | Discipline            | Resultaat    | Prestatie                                                                        |
| -------------------------------------------------------------------------- | --------------------- | ------------ | -------------------------------------------------------------------------------- |
| Frank Beaurepaire                                                          | 100m vrije slag (m)   | halve finale | serie 3: 1ste in 1.11,60 halve finale 1: 4de                                     |
| Edward Cooke                                                               | 100m vrije slag (m)   | series       | serie 6: 3de                                                                     |
| Theodore Tartakover                                                        | 100m vrije slag (m)   | series       | serie 1: 2de                                                                     |
| Frank Beaurepaire                                                          | 400m vrije slag (m)   | Zilver       | serie 4: 1ste in 5.49,20 halve finale 2: 1ste in 5.44,0 finale: 2de in 5.44,20   |
| Frank Springfield                                                          | 400m vrije slag (m)   | series       | serie 6: 2de in 5.57,40                                                          |
| Theodore Tartakover                                                        | 400m vrije slag (m)   | DNF          | serie 3: 1ste in 6.35,0 halve finale 2: niet gestart                             |
| Frank Beaurepaire                                                          | 1500m vrije slag (m)  | Brons        | serie 2: 1ste in 23.45,8 halve finale 1: 2de in 23.25,40 finale: 3de in 22.56,20 |
| Frank Springfield                                                          | 1500m vrije slag (m)  | series       | serie 4: 2de in 24.52,4                                                          |
| Edward Cooke                                                               | 200m schoolslag (m)   | DNF          | serie 5: niet gefinisht                                                          |
| Reginald Baker Frank Beaurepaire Frederick Springfield Theodore Tartakover | 4x200m vrije slag (m) | 4e           | halve finale 1: 1ste in 11.35,0 finale: 4de                                      |

Argentinië · Australazië · België · Bohemen · Canada · Denemarken · Duitsland · Finland · Frankrijk · Griekenland · Groot-Brittannië · Hongarije · Italië · Nederland · Noorwegen · Oostenrijk · Rusland · Turkije · Verenigde Staten · Zuid-Afrika · Zweden · Zwitserland